# Chapelle de Kauklahti
La chapelle de Kauklahti (en finnois : Kauklahden kappeli) est une chapelle située dans le quartier de Kauklahti à Espoo en Finlande.

## Description
La chapelle de Kauklahti a été conçue par l'architecte Olli-Pekka Jokela et sa construction s'est achevée en 2006.
La chapelle est située  sur une colline de la vallée du fleuve Espoonjoki en bordure d'un paysage champêtre.
Elle fait partie d'un village habité depuis au moins les XIIème ou XIIIème siècles.
L'emplacement du bâtiment était limité à la fois par les découvertes archéologiques faites sur le site et par les formations rocheuses du site en pente, que l'architecte voulait préserver.
En plus du hall spacieux et de la nef, le bâtiment, qui a une apparence sobre, comporte un café appelé le hall Hakala, ainsi que des salles de réunion et une cuisine associée.
La nef peut accueillir 140 personnes.
Ensemble, la nef, le hall et la salle Hakala peuvent recevoir environ 250 à 300 personnes.
Le retable de la nef est une peinture aux tons sobres appelée "Sainte Communion".
L'œuvre est de l'artiste Markku Hakuri de Kauklahti.
Le textiles, principalement en soie, sont conçus par l'artiste Norma Heimola. [3] 
L'orgue de la chapelle a été mis en service en 2010.
Il est situé sur le côté gauche de l'autel, à côté des paroissiens.
Leur exemple sonore et structurel est la tradition française de la seconde moitié du XIXe siècle et ils ont été construits par le facteur d'orgues allemand Paschen Kiel Orgelbau GmbH.
Les quatre cloches du clocher de la chapelle sont visibles dans la salle paroissiale et peuvent être utilisées pour jouer 18 mélodies différentes composées par le chantre Petri Koivusalo.

## Galerie

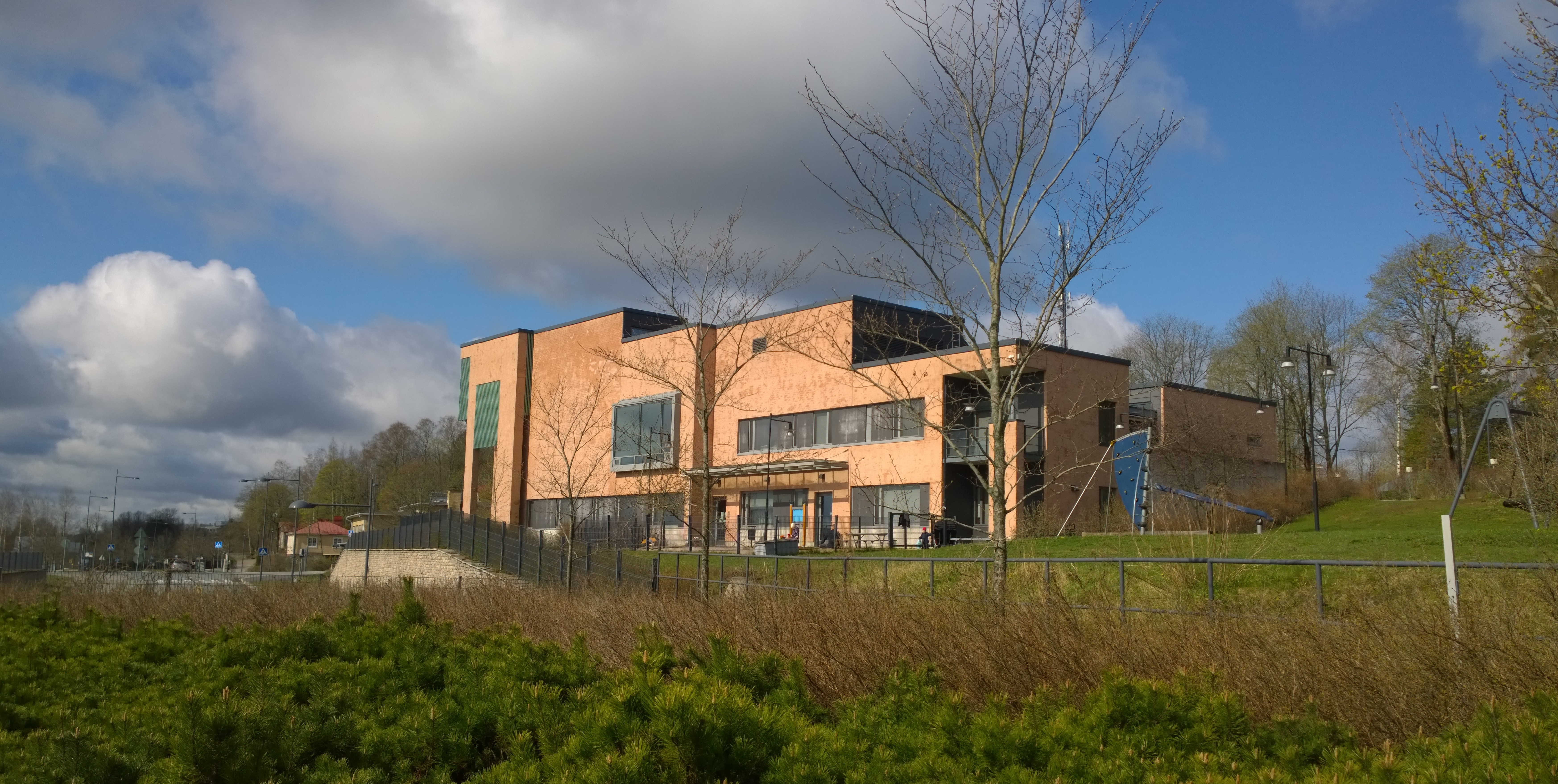
Mur sud de la chapelle de Kauklahti, le clocher est dans l'angle gauche de l'édifice..
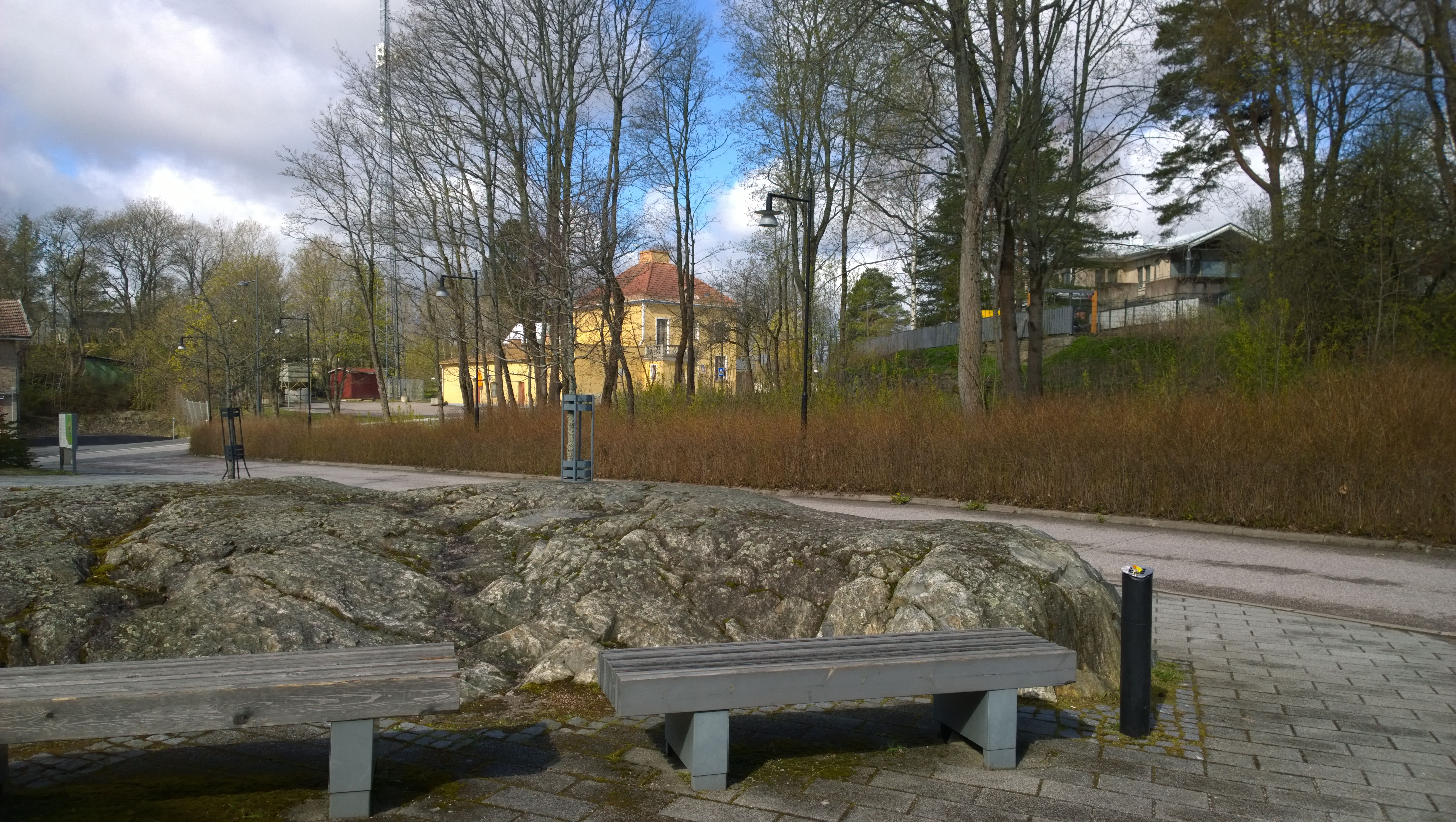
Vue depuis la porte principale vers Kauppamäki.